# كريستوف أوقست فابلر
كريستوف أوقست فابلر (بالألمانية: Christoph August Gabler)‏ هو عازف بيانو وملحن ألماني، ولد في 15 مارس 1765 في مولتروف في ألمانيا، وتوفي في 15 أبريل 1839 في سانت بطرسبرغ في روسيا.

## وصلات خارجية
- كريستوف أوقست فابلر على موقع ميوزك برينز (الإنجليزية)